# Be Alive (utwór Beyoncé)
Be Alive – utwór amerykańskiej wokalistki Beyoncé, wydany 12 listopada 2021 roku i napisany przez Beyoncé oraz Dixsona. 
Utwór znalazł się na ścieżce dźwiękowej do filmu King Richard: Zwycięska rodzina, który skupiał się na historii ojca Venus oraz Sereny, Richarda Williamsa, i jego rodziny. Singiel otrzymał pozytywne recenzje oraz nominacje do wielu wyróżnień m.in. Oscara, Złotego Globu oraz Grammy. Piosenka została wykonana przez Beyoncé podczas 94. ceremonii wręczenia Oscarów oraz na prywatnym pokazie w Dubaju w styczniu 2023 roku. 

## Tło i wydanie
2 września 2021 doszło do premiery filmu King Richard: Zwycięska rodzina w reżyserii Reinalda Marcusa Greena. Podczas pokazu filmu, Beyoncé zainspirowana siostrami Williams postanowiła stworzyć piosenkę oryginalną do filmu, która miałby być dodatkiem do napisów końcowych. W ramach pracy nad piosenką skontaktowała się z piosenkarzem DIXSON i wspólnie wyprodukowali oraz napisali utwór „Be Alive”. 
Piosenka po raz pierwszy została zaprezentowana podczas BFI London Film Festival. 21 października 2021 roku ukazał się zwiastun filmu, który zawierał fragmenty utworu. Cała piosenka miała premierę 12 listopada 2022. 27 marca 2022 Beyoncé wykonała „Be Alive” podczas 94. ceremonii wręczenia Oscarów, łącząc się z uczestnikami ceremonii z kortu tenisowego w dzielnicy Compton w Los Angeles. Dodatkowo utwór został wykonany 21 stycznia 2023, podczas prywatnego koncertu na terenie Atlantis The Royal w Dubaju

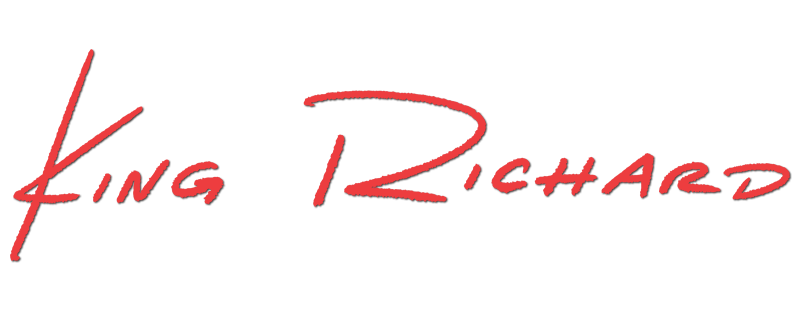
Logo filmu King Richard: Zwycięska rodzina

Utwór „Be Alive” to ballada, której warstwa liryczna nawiązuje do rodziny, ciężkiej pracy oraz dumy. Serena Williams stwierdzała, że „nie było innej osoby, która mogłaby wykonać tę piosenkę oprócz Beyoncé”. Dodatkowo zauważyła, że ona i Venus miały w swoim życiu podobną ścieżkę do Beyoncé; wszyscy trzej trenowali od najmłodszych lat, aby osiągnąć swoje cele, a oboje rodzice byli bardzo zaangażowani w ich karierę. Will Smith nawiązując do piosenki powiedział „małżeństwo filmu i piosenki to rodzaj magii, która nie ma sobie równych w rozrywce”.

## Odbiór

### Reakcja krytyków
Piosenka „Be Alive” spotkała się z uznaniem krytyków. Jason Lipshutz z Billboard pochwalił utwór za „pojedynczy głos i bujną harmonię” oraz tekst, który „emanuje dumą i pięknem jako święto czarnej sztuki i kultury”. Clayton Davis z Variety opisał piosenkę jako „bardzo podnoszącą na duchu”, porównując ją z piosenką „Glory” z filmu Selma z 2014 roku, zaś Jazz Tangcay opisał ją jako „szybującą balladę”, która idealnie pasuje do filmu. 
Rachael O'Connor z Metro opisała ten utwór jako „niewątpliwy hymn Beyoncé”, chwaląc jej występ wokalny i „potężny” liryzm. Pisząc dla Los Angeles Times , Glenn Whipp scharakteryzował piosenkę jako „oryginalny numer, który natychmiast wciąga” i nazwał ją punktem kulminacyjnym premiery filmu. Yohana Desta z Vanity Fair opisała piosenkę jako „dudniący, pięknie zharmonizowany numer motywacyjny”, podczas gdy Meryl Prendergast z Hot Press określiła ją jako „wstrzymujący serce” i „kultowy hymn”.

### Nagrody i nominacje
| Rok  | Nagroda                              | Kategoria                                     | Rezultat  | Przypis |
| ---- | ------------------------------------ | --------------------------------------------- | --------- | ------- |
| 2021 | Hollywood Music in Media Awards      | Najlepsza piosenka w filmie fabularnym        | Nominacja | [ 18 ]  |
| 2022 | Academy Awards (Oscar)               | Najlepsza piosenka oryginalna                 | Nominacja | [ 19 ]  |
| 2022 | Black Reel Awards                    | Wyjątkowa piosenka oryginalna                 | Nominacja | [ 20 ]  |
| 2022 | Critics’ Choice Movie Awards         | Najlepsza piosenka                            | Nominacja | [ 21 ]  |
| 2022 | Golden Globe Awards                  | Najlepsza piosenka oryginalna                 | Nominacja | [ 22 ]  |
| 2022 | Hollywood Critics Association Awards | Najlepsza piosenka oryginalna                 | Wygrana   | [ 23 ]  |
| 2022 | Satellite Awards                     | Najlepsza piosenka oryginalna                 | Nominacja | [ 24 ]  |
| 2023 | Grammy Awards                        | Najlepsza piosenka napisana na potrzeby filmu | Nominacja | [ 25 ]  |